# Сборная КНДР по хоккею с шайбой
Сборная КНДР по хоккею с шайбой (кор. 조선민주주의인민공화국 빙상호케이 국가종합팀) — хоккейная сборная, которая представляет Корейскую Народно-Демократическую Республику на международных турнирах по хоккею с шайбой. Управляется Ассоциацией хоккея КНДР.

## История
Основана в 1955 году, в 1970 была принята в международную федерацию. В 2010 году сборная КНДР победила в третьем дивизионе чемпионата мира и получила право на участие в 2011 году во втором дивизионе.
В группе А с 4 по 10 апреля 2011 г. в Мельбурне они по регламенту должны были сыграть со сборными Австралии, Бельгии, Мексики, Новой Зеландии и Сербии. Однако, за две недели до старта чемпионата, руководство Ассоциации хоккея КНДР объявило о том, что ни мужская, ни женские сборные не смогут принять участие в чемпионате по финансовым причинам. Организаторы расписание изменять не стали, и во всех играх КНДР было засчитано техническое поражение (5-0 в пользу противника).
Через год сборная КНДР вернулась в третий дивизион и выступала в Турции. Корейские хоккеисты уступили первое место хозяевам и не получили повышение в классе. На следующий год спортсменам КНДР пришлось лететь на юг ЮАР, где проходил чемпионат мира в третьем дивизионе. В этом чемпионате хозяева также завоевали повышение в классе. В апреле следующего года северокорейские хоккеисты уже выступали на чемпионате мира в 3-м дивизионе на Балканах в Болгарии. Команда начала прекрасно турнир, повторив свой рекорд по результативности. Казалось, корейцы получат повышение в классе, и в последнем матче чемпионата после первого периода они забросили первую шайбу. Однако хозяева опять сумели перекрыть им дорогу во второй дивизион, забросив в оставшихся двух периодах четыре шайбы. Однако через год в третьем дивизионе корейские хоккеисты сумели в Турции в решающем матче победить в овертайме хозяев и завоевали повышение в классе.
В апреле 2016 года хоккеисты из КНДР выступали в Мексике в группе В второго дивизиона. Задача минимум (сохранить место в группе) была выполнена.
В настоящее время сборная КНДР занимает 56 место в рейтинге хоккейных сборных (2024) из 58 возможных.

## Главные тренеры
- Владимир Генрихович Бабушкин (1991—1992).